# Marokkó a 2012. évi nyári olimpiai játékokon
Marokkó a nagy-britanniai Londonban megrendezett 2012. évi nyári olimpiai játékok egyik részt vevő nemzete volt. Az országot az olimpián 12 sportágban 72 sportoló képviselte, akik összesen 1 érmet szereztek.

## Érmesek
| Érem  | Versenyző         | Sportág  | Versenyszám  |
| ----- | ----------------- | -------- | ------------ |
| Bronz | Abdalaati Iguider | Atlétika | Férfi 1500 m |

## Atlétika
Férfi
| Versenyző               | Versenyszám    | Előfutam | Előfutam | Előfutam | Elődöntő | Elődöntő | Elődöntő | Döntő         | Döntő         |
| Versenyző               | Versenyszám    | Idő      | Hely.    | Össz.    | Idő      | Hely.    | Össz.    | Idő           | Helyezés      |
| ----------------------- | -------------- | -------- | -------- | -------- | -------- | -------- | -------- | ------------- | ------------- |
| Aziz Ouhadi             | 200 m          | 20,80    | 6.       | 35.      | kiesett  | kiesett  | kiesett  | kiesett       | kiesett       |
| Amine El Manaoui        | 800 m          | 1:48,48  | 6.       | 37.*     | kiesett  | kiesett  | kiesett  | kiesett       | kiesett       |
| Mohamed Moustaoui       | 1500 m         | 3:37,41  | 8.       | 8.       | 3:43,33  | 6.       | 19.      | kiesett       | kiesett       |
| Abdalaati Iguider       | 1500 m         | 3:41,08  | 2.       | 20.      | 3:33,99  | 1.       | 1.       | 3:35,13       |               |
| Abdalaati Iguider       | 5000 m         | 13:15,49 | 5.       | 5.       |          |          |          | 13:44,19      | 6.            |
| Aziz Lahbabi            | 5000 m         | 13:47,57 | 15.      | 32.      |          |          |          | kiesett       | kiesett       |
| Soufiyan Bouqantar      | 5000 m         | 13:47,63 | 18.      | 33.      |          |          |          | kiesett       | kiesett       |
| Rachid Kisri            | Maraton        |          |          |          |          |          |          | 2:15:09       | 18.           |
| Abderrahhime Bouramdane | Maraton        |          |          |          |          |          |          | nem ért célba | nem ért célba |
| Hamid Ezzine            | 3000 m akadály | 8:21,25  | 3.       | 9.       |          |          |          | 8:24,90       | 7.            |
| Brahim Taleb            | 3000 m akadály | 8:29,02  | 3.       | 20.      |          |          |          | 8:32,40       | 11.           |
| Hicham Sigueni          | 3000 m akadály | 8:35,89  | 10.      | 26.      |          |          |          | kiesett       | kiesett       |

Női
| Versenyző             | Versenyszám    | Előfutam      | Előfutam      | Előfutam      | Elődöntő | Elődöntő | Elődöntő | Döntő         | Döntő         |
| Versenyző             | Versenyszám    | Idő           | Hely.         | Össz.         | Idő      | Hely.    | Össz.    | Idő           | Helyezés      |
| --------------------- | -------------- | ------------- | ------------- | ------------- | -------- | -------- | -------- | ------------- | ------------- |
| Malika Akkaoui        | 800 m          | 2:01,78       | 4.            | 14.           | 2:00,32  | 4.       | 13.      | kiesett       | kiesett       |
| Halima Hachlaf        | 800 m          | 2:00,99       | 3.            | 4.            | 1:58,84  | 5.       | 7.       | kiesett       | kiesett       |
| Siham Hilali          | 1500 m         | 4:13,34       | 2.            | 27.           | 4:04,79  | 9.       | 9.       | kiesett       | kiesett       |
| Btissam Lakhouad      | 1500 m         | nem ért célba | nem ért célba | nem ért célba | kiesett  | kiesett  | kiesett  | kiesett       | kiesett       |
| Nadia Noujani         | 5000 m         | nem ért célba | nem ért célba | nem ért célba |          |          |          | kiesett       | kiesett       |
| Samira Raif           | Maraton        |               |               |               |          |          |          | 2:38:31       | 73.           |
| Soumiya Labani        | Maraton        |               |               |               |          |          |          | nem ért célba | nem ért célba |
| Hayat Lambarki        | 400 m gát      | 55,58         | 4.            | 18.           | 56,18    | 6.       | 18.      | kiesett       | kiesett       |
| Kaltoum Bouaasayriya  | 3000 m akadály | 9:58,77       | 10.           | 36.           |          |          |          | kiesett       | kiesett       |
| Salima El Ouali Alami | 3000 m akadály | 9:44,62       | 11.           | 26.           |          |          |          | kiesett       | kiesett       |

* - egy másik versenyzővel azonos eredményt ért el

## Birkózás

### Férfi
Kötöttfogású
| Versenyző     | Versenyszám | Selejtező         | Nyolcaddöntő                        | Negyeddöntő       | Elődöntő          | Vigaszág első kör | Vigaszág elődöntő | Bronz- mérkőzés   | Döntő             | Helyezés |
| Versenyző     | Versenyszám | Ellenfél Eredmény | Ellenfél Eredmény                   | Ellenfél Eredmény | Ellenfél Eredmény | Ellenfél Eredmény | Ellenfél Eredmény | Ellenfél Eredmény | Ellenfél Eredmény | Helyezés |
| ------------- | ----------- | ----------------- | ----------------------------------- | ----------------- | ----------------- | ----------------- | ----------------- | ----------------- | ----------------- | -------- |
| Fouad Fajari  | 55 kg       | erőnyerő          | Håkan Nyblom (DEN) · 0–1, 0–5       |                   |                   | kiesett           | kiesett           | kiesett           | kiesett           | 19.      |
| Choucri Atafi | 96 kg       | erőnyerő          | Hassine Ayari (TUN) · 0–2, 1–0, 0–3 |                   |                   | kiesett           | kiesett           | kiesett           | kiesett           | 15.      |

## Cselgáncs
Férfi
| Versenyző        | Versenyszám | Selejtező         | 32-es főtábla                              | Nyolcaddöntő                            | Negyeddöntő       | Elődöntő          | Vigaszág elődöntő | Bronz- mérkőzés   | Döntő             | Helyezés |
| Versenyző        | Versenyszám | Ellenfél Eredmény | Ellenfél Eredmény                          | Ellenfél Eredmény                       | Ellenfél Eredmény | Ellenfél Eredmény | Ellenfél Eredmény | Ellenfél Eredmény | Ellenfél Eredmény | Helyezés |
| ---------------- | ----------- | ----------------- | ------------------------------------------ | --------------------------------------- | ----------------- | ----------------- | ----------------- | ----------------- | ----------------- | -------- |
| Yassine Moudatir | Légsúly     | erőnyerő          | Valtteri Jokinen (FIN) · 000(0)–100(0)     | kiesett                                 | kiesett           | kiesett           |                   |                   |                   | 17.      |
| Szafván Attáf    | Váltósúly   | erőnyerő          | Liva Saryee (LBR) · 100(0)–000(0)          | Leandro Guilheiro (BRA) · 000(1)–100(1) | kiesett           | kiesett           |                   |                   |                   | 9.       |
| El Mehdi Malki   | Nehézsúly   |                   | Mohammad Reza Ródaki (IRI) · 100(0)–000(0) | Bor Barna (HUN) · 000(0)–100(0)         | kiesett           | kiesett           |                   |                   |                   | 9.       |

Női
| Versenyző    | Versenyszám | Selejtező                           | Nyolcaddöntő      | Negyeddöntő       | Elődöntő          | Vigaszág elődöntő | Bronz- mérkőzés   | Döntő             | Helyezés |
| Versenyző    | Versenyszám | Ellenfél Eredmény                   | Ellenfél Eredmény | Ellenfél Eredmény | Ellenfél Eredmény | Ellenfél Eredmény | Ellenfél Eredmény | Ellenfél Eredmény | Helyezés |
| ------------ | ----------- | ----------------------------------- | ----------------- | ----------------- | ----------------- | ----------------- | ----------------- | ----------------- | -------- |
| Rizlen Zouak | Váltósúly   | Hilde Drexler (AUT) · 000(0)–001(1) | kiesett           | kiesett           | kiesett           |                   |                   |                   | 17.      |

## Kajak-kenu

### Szlalom
| Versenyző     | Versenyszám     | Selejtező | Selejtező | Selejtező | Selejtező | Selejtező     | Selejtező     | Elődöntő | Elődöntő | Döntő   | Döntő    |
| Versenyző     | Versenyszám     | 1. futam  | 1. futam  | 2. futam  | 2. futam  | Jobb eredmény | Jobb eredmény | Elődöntő | Elődöntő | Döntő   | Döntő    |
| Versenyző     | Versenyszám     | Pont      | Hely.     | Pont      | Hely.     | Pont          | Hely.         | Pont     | Hely.    | Pont    | Helyezés |
| ------------- | --------------- | --------- | --------- | --------- | --------- | ------------- | ------------- | -------- | -------- | ------- | -------- |
| Jihane Samlal | Női kajak egyes | 174,09    | 20.       | 276,32    | 21.       | 174,09        | 21.           | kiesett  | kiesett  | kiesett | kiesett  |

## Kerékpározás

### Országúti kerékpározás
Férfi
| Versenyző         | Versenyszám     | Idő                 | Helyezés      |
| ----------------- | --------------- | ------------------- | ------------- |
| Adil Jelloul      | Mezőnyverseny   | 5:46:37 (+0:40)     | 62.           |
| Soufiane Haddi    | Mezőnyverseny   | nem ért célba       | nem ért célba |
| Mouhcine Lahsaini | Mezőnyverseny   | nem ért célba       | nem ért célba |
| Mouhcine Lahsaini | Egyéni időfutam | 57:25,24 (+6:45,70) | 34.           |

## Labdarúgás

### Férfi
| Marokkói férfi labdarúgócsapat-játékoskeret | Marokkói férfi labdarúgócsapat-játékoskeret |
| --- | --- |
| - Mohamed Abarhoun - Nordin Amrabat* - Mohamed Amsif - Abdelaziz Barrada - Zakarya Bergdich - Soufiane Bidaoui - Bono - Soufian El Hassnaoui - Omar El Kaddouri | - Abdelhamid El Kaoutari - Zouhair Feddal - Driss Fettouhi - Rayan Frikeche - Yassine Jebbour - Houssine Kharja* - Zakaria Labyad - Imad Najah - Abdelatif Noussir |

* - túlkoros játékos

#### Eredmények
Csoportkör
D csoport
| Csapat              | M | Gy | D | V | Rg | Kg | Gk | P |
| ------------------- | - | -- | - | - | -- | -- | -- | - |
| Japán (JPN)         | 3 | 2  | 1 | 0 | 2  | 0  | +2 | 7 |
| Honduras (HON)      | 3 | 1  | 2 | 0 | 3  | 2  | +1 | 5 |
| Marokkó (MAR)       | 3 | 0  | 2 | 1 | 2  | 3  | −1 | 2 |
| Spanyolország (ESP) | 3 | 0  | 1 | 2 | 0  | 2  | −2 | 1 |

| 2012. július 26. 12:00 (13:00) |

| Honduras (HON)              | 2–2               | Marokkó (MAR)                       |
| --------------------------- | ----------------- | ----------------------------------- |
| Bengtson 56' 65' (11-esből) | (0–1) Jegyzőkönyv | Barrada 39' Labyad 67' Bergdich 72′ |

| Hampden Park, Glasgow Nézőszám: 23 421 Játékvezető: Pavel Královec (cseh) |

| 2012. július 29. 17:00 (18:00) |

| Japán (JPN) | 1–0               | Marokkó (MAR) |
| ----------- | ----------------- | ------------- |
| Nagai 84'   | (0–0) Jegyzőkönyv |               |

| St James’ Park, Newcastle Nézőszám: 24 936 Játékvezető: Svein Oddvar Moen (norvég) |

| 2012. augusztus 1. 17:00 (18:00) |

| Spanyolország (ESP) | 0–0         | Marokkó (MAR) |
| ------------------- | ----------- | ------------- |
|                     | Jegyzőkönyv |               |

| Old Trafford, Manchester Nézőszám: 35 973 Játékvezető: Ben Williams (ausztrál) |

| Csapat        | Helyezés |
| ------------- | -------- |
| Marokkó (MAR) | 11.      |

## Lovaglás
Díjlovaglás
| Versenyző        | Ló       | Versenyszám | 1. kör | 1. kör | 2. kör  | 2. kör  | Döntő     | Döntő   | Végeredmény | Végeredmény |
| Versenyző        | Ló       | Versenyszám | 1. kör | 1. kör | 2. kör  | 2. kör  | Technikai | Művészi | Végeredmény | Végeredmény |
| Versenyző        | Ló       | Versenyszám | Pont   | Hely.  | Pont    | Hely.   | Pont      | Pont    | Pont        | Helyezés    |
| ---------------- | -------- | ----------- | ------ | ------ | ------- | ------- | --------- | ------- | ----------- | ----------- |
| Yassine Rahmouni | Floresco | Egyéni      | 64,453 | 49.    | kiesett | kiesett | kiesett   | kiesett | kiesett     | kiesett     |

## Ökölvívás
Férfi
| Versenyző             | Versenyszám     | Selejtező                       | Nyolcaddöntő                       | Negyeddöntő                      | Elődöntő          | Döntő             | Helyezés |
| Versenyző             | Versenyszám     | Ellenfél Eredmény               | Ellenfél Eredmény                  | Ellenfél Eredmény                | Ellenfél Eredmény | Ellenfél Eredmény | Helyezés |
| --------------------- | --------------- | ------------------------------- | ---------------------------------- | -------------------------------- | ----------------- | ----------------- | -------- |
| Abdelali Darra        | Papírsúly       | Thomas Essomba (CMR) · 10–13    | kiesett                            | kiesett                          | kiesett           | kiesett           | 17.      |
| Aboubakr Seddik Lbida | Harmatsúly      | Ibrahim Balla (AUS) · 16–16+    | kiesett                            | kiesett                          | kiesett           | kiesett           | 17.      |
| Abdelhak Aatakni      | Kisváltósúly    | Richarno Colin (MRI) · 10–16    | kiesett                            | kiesett                          | kiesett           | kiesett           | 17.      |
| Mehdi Khalsi          | Váltósúly       | Szuzuki Jaszuhiro (JPN) · 13–14 | kiesett                            | kiesett                          | kiesett           | kiesett           | 17.      |
| Badr-Eddine Haddioui  | Középsúly       | Abbos Atoyev (UZB) · 9–11       | kiesett                            | kiesett                          | kiesett           | kiesett           | 17.      |
| Ahmed Barki           | Félnehézsúly    | Meng Fanlong (CHN) · 8–17       | kiesett                            | kiesett                          | kiesett           | kiesett           | 17.      |
| Mohamed Arjaoui       | Szupernehézsúly |                                 | Blaise Yepmou Mendouo (CMR) · 15–6 | Roberto Cammarelle (ITA) · 11–12 | kiesett           | kiesett           | 5.       |

Női
| Versenyző       | Versenyszám | Selejtező                    | Negyeddöntő       | Elődöntő          | Döntő             | Helyezés |
| Versenyző       | Versenyszám | Ellenfél Eredmény            | Ellenfél Eredmény | Ellenfél Eredmény | Ellenfél Eredmény | Helyezés |
| --------------- | ----------- | ---------------------------- | ----------------- | ----------------- | ----------------- | -------- |
| Mahjouba Oubtil | Könnyűsúly  | Adriana Araujo (BRA) · 12–16 | kiesett           | kiesett           | kiesett           | 9.       |

## Sportlövészet
Női
| Versenyző        | Versenyszám | Selejtező | Selejtező | Döntő   | Döntő    |
| Versenyző        | Versenyszám | Pont      | Helyezés  | Pont    | Helyezés |
| ---------------- | ----------- | --------- | --------- | ------- | -------- |
| Yasmina Mesfioui | Trap        | 61        | 21.       | kiesett | kiesett  |

## Taekwondo
Férfi
| Versenyző       | Versenyszám | Nyolcaddöntő                   | Negyeddöntő       | Elődöntő          | Vigaszág elődöntő | Bronz- mérkőzés   | Döntő             | Helyezés |
| Versenyző       | Versenyszám | Ellenfél Eredmény              | Ellenfél Eredmény | Ellenfél Eredmény | Ellenfél Eredmény | Ellenfél Eredmény | Ellenfél Eredmény | Helyezés |
| --------------- | ----------- | ------------------------------ | ----------------- | ----------------- | ----------------- | ----------------- | ----------------- | -------- |
| Issam Chernoubi | Váltósúly   | Nesar Ahmad Bahave (AFG) · 3–4 | kiesett           | kiesett           |                   |                   |                   | 11.      |

Női
| Versenyző      | Versenyszám | Nyolcaddöntő                         | Negyeddöntő       | Elődöntő          | Vigaszág elődöntő | Bronz- mérkőzés   | Döntő             | Helyezés |
| Versenyző      | Versenyszám | Ellenfél Eredmény                    | Ellenfél Eredmény | Ellenfél Eredmény | Ellenfél Eredmény | Ellenfél Eredmény | Ellenfél Eredmény | Helyezés |
| -------------- | ----------- | ------------------------------------ | ----------------- | ----------------- | ----------------- | ----------------- | ----------------- | -------- |
| Sanaa Atabrour | Légsúly     | Carola Malvina López (ARG) · 0–1     | kiesett           | kiesett           |                   |                   |                   | 11.      |
| Wiam Dislam    | Nehézsúly   | Glenhis Hernandez (CUB) · 0–1 (h.h.) | kiesett           | kiesett           |                   |                   |                   | 11.      |

## Úszás
Női
| Versenyző     | Versenyszám  | Előfutam | Előfutam | Előfutam | Elődöntő | Elődöntő | Elődöntő | Döntő   | Döntő    |
| Versenyző     | Versenyszám  | Idő      | Hely.    | Össz.    | Idő      | Hely.    | Össz.    | Idő     | Helyezés |
| ------------- | ------------ | -------- | -------- | -------- | -------- | -------- | -------- | ------- | -------- |
| Sara El-Bekri | 100 m mell   | 1:08,21  | 3.       | 18.      | kiesett  | kiesett  | kiesett  | kiesett | kiesett  |
| Sara El-Bekri | 200 m mell   | 2:26,05  | 6.       | 11.      | 2:25,86  | 5.       | 11.      | kiesett | kiesett  |
| Sara El-Bekri | 400 m vegyes | 4:53,21  | 7.       | 32.      | kiesett  | kiesett  | kiesett  | kiesett | kiesett  |

## Vívás
Férfi
| Versenyző             | Versenyszám       | Selejtező                    | 32-es főtábla          | Nyolcaddöntő      | Negyeddöntő       | Elődöntő          | Bronz- mérkőzés   | Döntő             | Helyezés |
| Versenyző             | Versenyszám       | Ellenfél Eredmény            | Ellenfél Eredmény      | Ellenfél Eredmény | Ellenfél Eredmény | Ellenfél Eredmény | Ellenfél Eredmény | Ellenfél Eredmény | Helyezés |
| --------------------- | ----------------- | ---------------------------- | ---------------------- | ----------------- | ----------------- | ----------------- | ----------------- | ----------------- | -------- |
| Lahoussine Ali        | Tőr, egyéni       | Guilherme Toldo (BRA) · 6–15 | kiesett                | kiesett           | kiesett           | kiesett           | kiesett           | kiesett           | 33.      |
| Abdelkarim El Haouari | Párbajtőr, egyéni |                              | Imre Géza (HUN) · 8–15 | kiesett           | kiesett           | kiesett           | kiesett           | kiesett           | 26.      |